# Orde van het Leven van de Kroon van Kelantan

Lint 1925-2006

De Meest Eerbiedwaardige Orde van het Leven van de Kroon van Kelantan, Maleis: "Jiwa Mahkota Kelantan Yang Amat Mulia" of "Bintang Al-Ismaili", is een van de ridderorden van het Sultanaat Kelantan. De in 1925 ingestelde orde heeft drie graden: Ridder Grootcommandeur, Ridder Commandeur en Lid en is op de Britse ridderorden geïnspireerd.
In 1925 werd een medaille, de Pingat Setia Mahkota Kelantan aan de orde verbonden. Er mogen 50 grootcommandeurs, 75 commandeurs en een onbeperkt aantal companions zijn. De orde heeft een lint in de kleuren blauw-geel-blauw. 

De leden mogen de letters SJMK, DJMK en JMK achter hun naam plaatsen.

Lint sinds 2006

De Grootcommandeur draagt een gouden keten. Het kleinood is een gouden ster met zes punten en een roodomringd blauw medaillon met daarin de kroon van Kelantan boven een inscriptie.